# 1. ŽNL Koprivničko-križevačka 2017./18.
Ovaj članak je podtema članka: 5. rang HNL-a 2017./18.

1. ŽNL Koprivničko-križevačka je predstavljala prvi stupanj županijske lige u Koprivničko-križevačkoj županiji,  te ligu petog stupnja hrvatskog nogometnog prvenstva u sezoni 2017./18. 
 
Sudjelovalo je 14 klubova, a prvak je bio "Borac" iz Imbriovca. 

## Sustav natjecanja
14 klubova je igralo dvokružnu ligu (26 kola). 

## Ljestvica
| mj. | klub                             | ut. | pob. | ner. | por. | gol+ | gol- | bod |
| --- | -------------------------------- | --- | ---- | ---- | ---- | ---- | ---- | --- |
| 1.  | Borac Imbriovec                  | 26  | 22   | 3    | 1    | 101  | 20   | 69  |
| 2.  | Ferdinandovac                    | 26  | 19   | 6    | 1    | 66   | 12   | 63  |
| 3.  | Tomislav Drnje                   | 26  | 16   | 6    | 4    | 64   | 29   | 54  |
| 4.  | Graničar Legrad                  | 26  | 13   | 3    | 10   | 38   | 38   | 42  |
| 5.  | Tomislav-Radnik Sveti Ivan Žabno | 26  | 10   | 6    | 10   | 52   | 39   | 36  |
| 6.  | Osvit Đelekovec                  | 26  | 11   | 2    | 13   | 44   | 63   | 35  |
| 7.  | Bratstvo Kunovec                 | 26  | 10   | 4    | 12   | 53   | 59   | 34  |
| 8.  | Sloga Koprivnički Ivanec         | 26  | 10   | 3    | 13   | 50   | 52   | 33  |
| 9.  | Miklinovec Koprivnica            | 26  | 10   | 3    | 13   | 47   | 61   | 33  |
| 10. | Kalinovac                        | 26  | 7    | 6    | 13   | 33   | 47   | 27  |
| 11. | Drava Novigrad Podravski         | 26  | 6    | 7    | 13   | 28   | 57   | 25  |
| 12. | Mladost Molve                    | 26  | 6    | 5    | 15   | 34   | 53   | 23  |
| 13. | Prekodravac Ždala                | 26  | 5    | 5    | 16   | 28   | 65   | 20  |
| 14. | Panonija Peteranec               | 26  | 4    | 7    | 15   | 22   | 65   | 19  |

## Rezultatska križaljka
| kratica | klub                             | BOR | BRA | DRA | FER | GRA | KAL | MIK | MLA | OSV | PAN | PRE | SLO | TOMD | TOMR |
| --- | -------------------------------- | --- | --- | --- | --- | --- | --- | --- | --- | --- | --- | --- | --- | ---- | ---- |
| BOR | Borac Imbriovec                  |     |     |     |     |     |     |     |     |     |     |     |     |      |      |
| BRA | Bratstvo Kunovec                 |     |     |     |     |     |     |     |     |     |     |     |     |      |      |
| DRA | Drava Novigrad Podravski         |     |     |     |     |     |     |     |     |     |     |     |     |      |      |
| FER | Ferdinandovac                    |     |     |     |     |     |     |     |     |     |     |     |     |      |      |
| GRA | Graničar Legrad                  |     |     |     |     |     |     |     |     |     |     |     |     |      |      |
| KAL | Kalinovac                        |     |     |     |     |     |     |     |     |     |     |     |     |      |      |
| MIK | Miklinovec Koprivnica            |     |     |     |     |     |     |     |     |     |     |     |     |      |      |
| MLA | Mladost Molve                    |     |     |     |     |     |     |     |     |     |     |     |     |      |      |
| OSV | Osvit Đelekovec                  |     |     |     |     |     |     |     |     |     |     |     |     |      |      |
| PAN | Panonija Peteranec               |     |     |     |     |     |     |     |     |     |     |     |     |      |      |
| PRE | Prekodravac Ždala                |     |     |     |     |     |     |     |     |     |     |     |     |      |      |
| SLO | Sloga Koprivnički Ivanec         |     |     |     |     |     |     |     |     |     |     |     |     |      |      |
| TOMD | Tomislav Drnje                   |     |     |     |     |     |     |     |     |     |     |     |     |      |      |
| TOMR | Tomislav-Radnik Sveti Ivan Žabno |     |     |     |     |     |     |     |     |     |     |     |     |      |      |
| |                                  |     |     |     |     |     |     |     |     |     |     |     |     |      |      |
| podebljan rezultat - utakmice od 1. do 13. kola (1. utakmica između klubova) rezultat normalne debljine - utakmice od 14. do 26. kola (2. utakmica između klubova) rezultat nakošen - nije vidljiv redoslijed odigravanja međusobnih utakmica iz dostupnih izvora rezultat smanjen * - iz dostupnih izvora nije uočljiv domaćin susreta prekrižen rezultat - poništena ili brisana utakmica p - utakmica prekinuta 3:0 p.f. / 0:3 p.f. - rezultat 3:0 bez borbe n.i. - nije igrano |                                  |     |     |     |     |     |     |     |     |     |     |     |     |      |      |

 Izvori:

## Unutarnje poveznice
- 1. ŽNL Koprivničko-križevačka
- 2. ŽNL Koprivničko-križevačka 2017./18.
- 3. ŽNL Koprivničko-križevačka 2017./18.
- 4. ŽNL Koprivničko-križevačka 2017./18.

## Vanjske poveznice
- ns-kckz.hr, Nogometni savez Koprivničko-križevačke županije